# Ciclamato
Ciclamato es el nombre común del ciclohexilsulfamato. Denominado en la industria alimenticia con las siglas E 952. El ciclamato es un edulcorante no calórico descubierto en 1937, que ha sido considerado hasta cincuenta veces más dulce que otros endulzantes bajos en calorías. Hoy en día existen varias organizaciones, tales como la FAO (Organización de las Naciones Unidas para la agricultura y la Alimentación) y la OMS (Organización Mundial de la Salud), que avalan su uso sin aparentes daños a la salud en más de cien países del mundo, entre ellos la Unión Europea, Canadá, Australia, China y prácticamente toda Latinoamérica. Sin embargo, en los Estados Unidos su uso está prohibido desde 1970 por la FDA.
Existen en el mundo muchos estudios que hablan de que el ciclamato es seguro para su uso en humanos. Por ejemplo, el Instituto Nacional de Cáncer de los Estados Unidos cuenta con amplia investigación sobre el ciclamato y otros endulzantes artificiales.
En estas naciones, las autoridades sanitarias correspondientes avalan que la ingesta diaria admisible (IDA) recomendada es de once miligramos por cada kilo de peso corporal, lo que equivaldría a 770 mg/día en un adulto de 70 kilos de peso. El ciclamato de sodio se utiliza en una gran cantidad de productos, desde bebidas gaseosas hasta yogur o dentífricos, entre otros.

## Historia
El ciclamato de sodio fue sintetizado por primera vez en 1937 en la Universidad de Illinois, y se utiliza como edulcorante artificial desde 1950. Su uso fue suspendido en los Estados Unidos en 1970, debido a un estudio de los Food and Drug Research Laboratories (Maspeth, estado de Nueva York) donde se utilizaron 240 ratas de laboratorio, y que arrojó la presencia de cáncer en algunos de estos animales.
Algunas opiniones acabaron desestimando el valor de las pruebas con animales de laboratorio,[cita requerida] pues fueron hechas con dosis que exceden en más de 100 veces la dosis normal ingerida por humanos; sin embargo, se ha demostrado que el ciclamato puede convertirse en ciclohexilamina en el tracto intestinal, compuesto que podría ser cancerígeno.
Así pues existen otros organismos, como la EFSA (European Food Safety Authority), encargado de regular los riesgos relacionados con sustancias en los alimentos, que avalan el uso del ciclamato en cantidades que no excedan la ingesta máxima recomendada.

### Controversia sobre el ciclamato
Este producto químico se usa como edulcorante en productos alimentarios.
Según los análisis de la Organización Mundial de la Salud se trata de un edulcorante sin perjuicios para la salud y catalogado en su 'grupo 3' de sustancias no cancerígenas. Además, la JEFCA señala que la ingesta diaria admisible es de 11 miligramos por kilo de peso corporal y, según el Reglamento Sanitario de Alimentos, en España 7 mg por kilo de peso corporal.
Por ejemplo, en varios países como España la Coca-Cola Zero contiene este ingrediente. Sin embargo, en algunos países latinoamericanos el edulcorante E-952 fue retirado debido a las sospechas que pesan sobre el ciclamato. En México se retiró en 2008 gracias a una campaña de los consumidores, mientras que en Venezuela se retiró argumentando que podría producir cáncer. En otros casos (como en Chile), se sustituyó el uso de ciclamato por aspartamo y acesulfamo-k. [cita requerida]
Sin embargo, puesto que la Coca-cola Zero contiene de 18 a 22 miligramos de ciclamato por cada 100 mL, según los datos de la OMS una persona media de 70 kilos debería ingerir más de 3.85 litros de esta bebida cada día de su vida para que «represente algún riesgo apreciable para la salud»[cita requerida].

## Estatus legal
El ciclamato está aprobado como edulcorante en más de 130 países.
A finales de los años 60 el ciclamato fue prohibido en el Reino Unido pero se volvió a aprobar tras las evaluaciones realizadas en 1996 por la Unión Europea.
En Filipinas se prohibió una vez el ciclamato, pero más tarde en el 2013 la Administración de Alimentos y Medicamentos de Filipinas retiró la prohibición ya que fue declarado seguro para el consumo.
Actualmente el ciclamato está prohibido en los Estados Unidos.